# 駐胡志明市台北經濟文化辦事處
駐胡志明市台北經濟文化辦事處，亦稱駐胡志明市辦事處，位於越南東南部胡志明市，成立于1992年，它代表了中華民國（台灣）在越南南部各省市的利益，儘管雙方没有正式建交，但其依舊作為事實上的領事馆而運作。现任處長为韓國耀。與此同時，該處兼轄對象及領務範圍亦包括對柬埔寨關係。
台灣在越南首都河內另設有一个相當於大使館的駐越南台北經濟文化辦事處。
台灣在前南越（越南共和國）時代於該市的外交代表機構曾為中華民國駐越南共和國大使館。

## 另見
- 中華民國—越南關係
- 臺北經濟文化代表處
- 中華民國駐外機構列表
- 驻越南外交机构列表
- 駐臺灣外交機構列表